# Juliusz Stanisław Harbut
Juliusz Stanisław Harbut (ur.  12 stycznia 1883 r. w Motkowicach zm. 26 maja 1954 w Krakowie) – polski prawnik, historyk i pisarz. Ojciec jego był zarządcą tamtejszego majątku ziemskiego. Posiadał dwoje rodzeństwa. Ukończył studia prawne i uzyskał stopień doktora. Zmarł w Krakowie. Pochowany na Cmentarzu Rakowickim
kwatera: XXXIV rząd: 3 miejsce: 11.
8 maja 2014 utworzono Fundację imienia Juliusza Stanisława Harbuta.

## Wybrane prace
- Juliusz Stanisław Harbut: Noc listopadowa : w świetle i cieniach historji i procesu przed Najwyższym Sądem Kryminalnym : w 100-letnią rocznicę.. Wyd. 2. T. 1. 1930, s. 244. OCLC 69512482. [dostęp 2025-02-07]. (pol.).
- Juliusz Stanisław Harbut: Generał Bem w Turcji. Wyd. 2. 1929, s. 61. OCLC 1356750437. [dostęp 2025-02-07]. (pol.).